# The Jetsons & WWE: Robo-WrestleMania!
The Jetsons & WWE: Robo-WrestleMania! (Los Supersónicos y WWE: Robo-Wrestlemania) es una película animada de 2017 exclusiva para DVD coproducida por Warner Bros. Animation y WWE Studios. Es la cuarta coproducción entre ambas compañías, estrenada el 28 de febrero de 2017 en Digital HD y el 14 de marzo de ese mismo año en video casero.
Es la primera producción nueva de los Supersónicos en más de 27 años desde Los Supersónicos: la película, la primera sin los creadores originales William Hanna y Joseph Barbera (que fallecieron respectivamente en 2001 y 2006) y también la primera sin el elenco de voces original.

## Argumento
En 2017 Después de un show en vivo de la WWE en Denver, Big Show tiene programado enfrentarse a Sheamus por el Campeonato de la WWE en Albuquerque en el episodio de SmackDown la noche siguiente, pero el Sr. McMahon cancela el combate por el título debido a una tormenta de nieve. Enfurecido por la cancelación, Big Show sale de la arena y vuela en un avión a través de la ventisca solo para perderse en la tormenta cuando su avión se detiene.
En el futuro lejano (para efectos de la trama ese futuro sería el 2117), Super Sónico es asignado por el Sr. Júpiter para supervisar un proyecto que involucra robots que perforan la superficie de la Tierra para anclar un nuevo pilote para una torre nueva. Cuando los robots informan una obstrucción en su ruta de perforación, Super investiga y descubre a Big Show congelado. Después de que Super lo lleva a casa y lo descongela, Big Show descubre que estuvo congelado durante 100 años lo que lo deja desconcertado y con una conflagracion familiar que incluso involucra el hecho de que super por cuestiones laborales no pudo asistir a la exposición de su Hijo Cometin,así Big Show es Hospedado con los sonico con todo y una cena y hora de dormir un tanto cuanto peculiares para el al no estar habituado al futuro.
Al día siguiente, Cometín lleva a Big Show a su escuela. Aquí, Big Show descubre que la WWE todavía existe, pero ahora es una promoción de lucha de robots. Le roba el control remoto del robot al Sr. McMoon, el descendiente del Sr. McMahon, y usa los robots para hacerse cargo de Orbit City de tal modo como si fuese una dictadura al darse cuenta de esto Super y su familia tratan de revertir la situación pero al final escapan como pueden para tratar de ver como obtener ayuda y en medio de la persecución La familia Sónico escapa y viaja en el tiempo gracias al proyecto de ciencias de cometin que resultó ser una forma para regresar al pasado,concretamente cien años atrás en el show en Albuquerque. Después de descubrir chuscamente que la sociedad era "atrasada",ellos planean entrar a la arena camuflajeandose con indumentaria para parecer luchadores y así  Super interfiere con el combate entre Sheamus y Seth Rollins, lo que resulta en que Roman Reigns, los Uso y Alicia Fox corren para sacarlo del ring cuanto antes. Después del alboroto,Super y su familia aclaran toda la situación explicándoles que Big Show tomó y dominó a la humanidad de su tiempo,incluso el y los luchadores ven la nave espacial de sonico y su "mascota robot" (Entiéndase la referencia a Robotina)Con todos estos argumentos Super convence al Sr. McMahon y a las Superestrellas de la WWE para que viajen con su familia de regreso al futuro para salvar a Ciudad Orbita y derrotar a Big Show. Aun aceptando un pequeño error de cálculo provoca que terminen regresando un mes después con la ciudad bajo el completo control de Big Show como un dictador. Así Sheamus reta a Big Show a un combate donde el ganador se lleva todo, mientras que Super es capturado y encarcelado junto con los otros ciudadanos humanos los cuales se sorprenden de todo lo que ha pasado,para ello super y Mc Mahon junto a astro y Robotina motivan a todos para vencer y confrontar a sus captores del lado de big show y derrocarlo.
Mientras las superestrellas de la WWE luchan contra sus contrapartes robóticas, Super agrupa a los humanos encarcelados para luego rebelarse contra Big Show, estacionando sus autonaves a su alrededor para asegurar un combate justo entre Sheamus y Big Show. Sheamus golpea a Big Show con un Brogue Kick.para efectos ambos caen pero son salvados por Super para continuar la lucha con resultado favorable para Sheamus mientras super contaba el tiempo como réferi pero En lugar de cubrir a Big Show para el conteo de 3, Sheamus lo convence de continuar su batalla en otro lugar incluso big show aceptando regresar pidiendo disculpas por los daños causados. Aun así los ciudadanos le recuerdan lo que hizo mal y así Sheamus convence a Big Show para regresar a su propia época y continuar con lo que se quedó pendiente.
Después de la batalla, las Superestrellas de la WWE vuelven a su tiempo mientras Engranes Júpiter obtiene el contrato para reconstruir Ciudad Orbita con Super asignado una vez más para supervisar a los trabajadores robóticos. Después de que la ciudad vuelve a la normalidad, los Sónico asisten a WrestleMania para ver a las nuevas Superestrellas humanas de la WWE entrar al ring desde un palco especial para la familia ya que gracias a su ayuda la WWE De la época vuelve a ser lo que era antes todo ello terminando en victoria y un final feliz para los Sonico y compañía.

## Elenco

### Voces originales
- Jeff Bergman como Super Sónico y el Sr. Júpiter
- Grey Griffin como Ultra Sónico.
- Trevor Devall como Cometín Sónico.
- Danica McKellar como Lucero Sónico.
- Frank Welker como Astro.
- Tress MacNeille como Robotina.
- Roman Reigns como él mismo.
- Big Show como él mismo.
- Seth Rollins como él mismo.
- Alicia Fox como ella misma.
- Los Uso como ellos mismos.
- Sheamus como él mismo.
- Vince McMahon como él mismo.
- Michael Cole como él mismo.
- Stardust como él mismo.
- Dolph Ziggler como él mismo.
- Tania Gunadi como Gladys la recepcionista.
- Eric Bauza como Rolf Rodríguez.
- J. B. Blanc como Usher Robot.
- Will Friedle como Alcalde Mercury.
- Kevin Michael Richardson como Drill Bot.

### Doblaje hispanoamericano
- Gerardo García como Super Sónico.
- Mariana Ortiz como Ultra Sónico.
- Wendy Malvárez como Lucero Sonico.
- Isabel Martiñón como Cometín Sónico.
- Katalina Músquiz como Robotina.
- Raúl Anaya como Astro.
- Tomás González como el señor Júpiter.
- Dan Osorio como Big Show.
- Esteban Desco como Sheamus.
- Gerardo Vásquez como el señor McMahon.
- Betzabé Jara como Alicia Fox.
- Roberto Mendiola como Seth Rollins.
- Pascual Meza como Roman Reigns.
- Daniel Lacy como los Uso.[2]

Doblaje realizado en México por SDI Media.